# 2つ目の窓
『2つ目の窓』（ふたつめのまど。英題：Still the Water）は、映画監督の河瀨直美が、祖先の出身地であり、美しいサンゴ礁の海や原生林の風景が広がる鹿児島県の奄美大島を舞台に、高校生の男女の出会いや、肉親との死別を通して人間の生と死を描いた劇映画。第67回カンヌ国際映画祭のコンペティション部門に出品された。

## あらすじ
奄美大島で旧暦8月に集落毎に日を選んで行われる八月踊りの夜、高校生の界人が海で溺死体を発見した。同級生の杏子に海に行く姿を見られていたが、海で死体を見た話をするのははばかられた。杏子の母イサはユタであるが、自分の死期を悟っていた。杏子はそれを受け入れられないが、イサは命は子供につながっているから死ぬのは怖くないと話す。界人の両親は離婚しており、東京にいる父を訪ねた。多感な杏子に界人は誘われるが…。

## キャスト
- 界人：村上虹郎
- 杏子：吉永淳（現 阿部純子）
- 徹：杉本哲太
- イサ：松田美由紀
- 岬：渡辺真起子
- 篤：村上淳
- 刺青の男：榊英雄
- 村の老人：常田富士男

## スタッフ
- 監督・脚本：河瀨直美
- プロデューサー：青木竹彦、津田正道、河瀨直美
- ラインプロデューサー：山本礼二
- 音楽：ハシケン
- 撮影：山崎裕
- 照明：太田康裕
- 録音：阿尾茂毅
- 美術：井上憲次
- 助監督：近藤有希
- 編集：Tina Baz
- 音編集：Oliver Goinard、Roman Dymny
- サウンドデザイナー：Oliver Goinard
- 配給：アスミック・エース
- 企画・制作プロダクション：組画、COMME DES CINÉMAS
- 製作幹事：WOWOW FILMS、COMME DES CINÉMAS
- 製作：「FUTATSUME NO MADO」JAPANESE FILM PARTNERS（WOWOW、アスミック・エース、組画、ポニーキャニオン）、COMME DES CINÉMAS、ARTE FRANCE CINÉMAS、LLUIS MIÑARRO

## 制作
撮影は2013年の秋に、鹿児島県奄美市笠利町の用安集落を中心に行われた。2014年7月の公開に合わせて、奄美市観光協会は、鹿児島県立大島北高等学校やマングローブ林などのロケ地をマップ化し、観光客等に配布した。
作品には、『沙羅双樹』以降の河瀨の、祖母（河瀨の育ての親）の認知症の介護や出産による子育ての経験などに基づいた「生命の連鎖」という死生観が『殯の森』同様に投影されている。

## 上映
2014年6月23日に、衛星放送 WOWOWが同作を放映した。有料のCS放送とはいえ、一般公開前にテレビで放映するのは異例。
また、撮影地の奄美大島では全国公開に先駆けて7月12日から上映が始まり、龍郷町などの上映会では河瀨監督らによる舞台挨拶がおこなれた。

## 音楽
音楽は、埼玉県出身ながら、奄美に住んで音楽活動を行っている男性シンガーソングライターのハシケンが、河瀨監督の『朱花の月』に続いて担当、独特の世界観に深みを加えた。

### サウンドトラック
サウンドトラックCDが紙ジャケット仕様で作成され、一部の映画館で上映期間中に販売された。

## 背景となる奄美の文化
奄美群島における宗教は、現在神道とキリスト教が主流であるが、伝統的には女性が神であるという考えが根底にあり、ノロと呼ばれる司祭者や、ユタと呼ばれる霊媒師（シャーマン）による祈祷や指示が重要な位置を占める。このような宗教感が人と神と自然が共存しているとも評される。徳之島以北では本土と類似の墓石を立てて先祖を納骨するが、仏教寺院が管理する形式ではなく、また、琉球の習俗とも異なる
本作品で描かれている奄美群島の舞踊や民謡は、集落（シマ）毎に独自の様式を持っている。ちぢん（鼓）と呼ばれる楔締め太鼓を打ちながら集団で踊る八月踊りは集落毎に踊り方が異なり、唄う歌詞、節、リズムも異なる。人が集まれば三味線を弾きながらシマ唄が歌われ、即興で歌詞を付けながら交代で歌う歌掛けの形式で座遊びを行う。本作品の中でも歌われる行きゅんにゃ加那は最も知られたシマ唄の一つ。
奄美大島を含む奄美・沖縄は、中国の食文化の影響が強く、逆に、本土のような仏教の禁殺生の影響は少なかったので、ヤギ、黒豚、ニワトリを自宅近くで飼って、祭事の際には、家庭や集落で屠殺して食べることが伝統的に行われてきた。現在は「屠畜場法」、「食品衛生法」などの法令により、知事への届け出なしの屠殺、解体や、肉の譲渡等はできない。ヤギ汁は奄美・沖縄で広く食べられている他、喜界島のようにヤギ肉の刺身、ヤギの血液と肉や野菜をいっしょに炒めるカラジュウリという料理を食べる地域もある。
また序盤で、都会育ちで海を怖がる界人が、学校の制服のまま海で泳ぐ奄美育ちの杏子に「怖くないの？」と尋ねるが、奄美大島では日常的に学校の制服などで泳いでおり、2人の対比を際立たせるエピソードとして使われると同時に、ラストシーンの伏線にもなっている。

## 映画祭への出品・受賞

### カンヌ国際映画祭

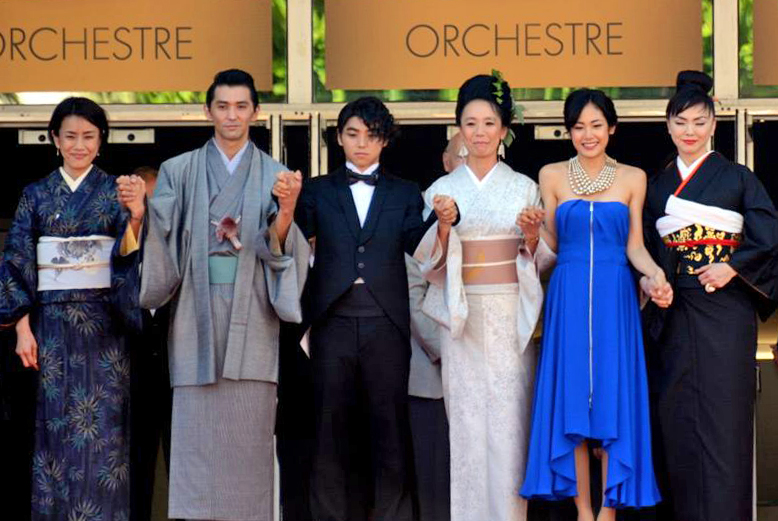
カンヌ国際映画祭で、左から渡辺真起子、村上淳、村上虹郎、河瀨監督、吉永淳、松田美由紀

本作品は第67回カンヌ国際映画祭のコンペティション部門に日本から唯一ノミネートされた。河瀨監督作品の映画祭へのノミネートは1997年の『萌の朱雀』（カメラドール賞受賞）、2003年の『沙羅双樹』（コンペティション部門）、2007年の『殯の森』（審査員特別賞受賞）、2011年の『朱花の月』（コンペティション部門）に続いて5回目で、本作品も河瀨監督は最高傑作を自負し、受賞の期待が高かったが、受賞には至らなかった。

### ウラジオストク国際映画祭
グランプリ受賞。

### サハリン国際映画祭
吉永淳が主演女優賞を受賞。

## 註
1. ↑  “映画『2つ目の窓』公式サイト”.   アスミック・エース『2つ目の窓』 (2016年5月18日). 2016年6月19日閲覧。
2. ↑  会場のブックス十番館シネマパニックは、2016年現在奄美大島で唯一の映画館。
3. ↑  artistspecial VOL.40 ７月21日 元ちとせ
4. ↑  “イントロダクション”.   アスミック・エース『2つ目の窓』 (2016年5月18日). 2016年6月19日閲覧。